# Bouře nad Asií
Bouře nad Asií (respektive Potomek Čingischána, rusky Потомок Чингисхана) je film režírovaný Vsevolodem Pudovkinem roku 1928 podle scénáře Osipa Brika a Ivana Novokšonova, hlavní postavu mongolského lovce hrál Valerij Inkižinov.
Historický film je zasazen do doby sporů nad Mongolskem po roce 1917 (ovšem děj je zcela smyšlený). Mongolský lovec Bajar po sporu s „kapitalistickým“ britským obchodníkem s kožešinou na trhu musel utéct do tajgy. Tam se spojil s bolševickými partyzány, byl však vojáky britských intervencionistů zajat a odsouzen k popravě. Mezi osobními věcmi Bajara však Britové naleznou amulet, který naznačuje, že je přímý potomek Čingischána, proto Britové při popravě těžce zraněného Bajara vyléčí a vytvoří z něho loutkového vládce Mongolska. Při jedné roztržce se však Bajar vzbouří a způsobí revoluci.
Film byl s úspěchem promítán po světě (mezinárodně bylo spíše užívané jméno Bouře nad Asií, než původní ruský Potomek Čingischána). Například československý režisér Elmar Klos film vysoce hodnotil v dějinách kinematografie.